# .bh
.bh je internetová národní doména nejvyššího řádu pro stát nebo území Bahrajn.